# Comuna de Bielsk
Bielsk (polaco: Gmina Bielsk) é uma gminy (comuna) na Polónia, na voivodia de Mazóvia e no condado de Płocki. A sede do condado é a cidade de Bielsk.
De acordo com os censos de 2004, a comuna tem 8920 habitantes, com uma densidade 71,1 hab/km².

## Área
Estende-se por uma área de 125,53 km², incluindo:
- área agricola: 89%
- área florestal: 4%

## Demografia
Dados de 30 de Junho 2004:
|                      | Total   | Total | Mulheres | Mulheres | Homens  | Homens |
| -------------------- | ------- | ----- | -------- | -------- | ------- | ------ |
|                      | pessoas | %     | pessoas  | %        | pessoas | %      |
| População            | 8920    | 100   | 4426     | 49,6     | 4494    | 50,4   |
| Densidade (pop./km²) | 71,1    | 100   | 35,3     | 35,3     | 35,8    | 35,8   |

De acordo com dados de 2002, o rendimento médio per capita ascendia a 1456,96 zł.

## Subdivisões
- Bielsk, Bolechowice, Cekanowo, Ciachcin, Dębsk, Drwały, Dziedzice, Gilino, Giżyno, Goślice, Jaroszewo Biskupie, Jaroszewo-Wieś, Jączewo, Józinek, Kędzierzyn, Kleniewo, Kłobie, Konary, Kuchary-Jeżewo, Leszczyn Księży, Leszczyn Szlachecki, Lubiejewo, Machcino, Niszczyce, Niszczyce-Pieńki, Rudowo, Sękowo, Smolino, Szewce, Śmiłowo, Tchórz, Tłubice, Ułtowo, Umienino, Zagroba, Zakrzewo, Zągoty, Żukowo.

## Comunas vizinhas
- Drobin, Gozdowo, Radzanowo, Stara Biała, Staroźreby, Zawidz